# 釋際醒
釋際醒（1741年—1810年），俗姓马，字彻悟，一字讷堂，号梦东，世称红螺彻悟，直隶省丰润县人，清朝佛教高僧，净土宗第十二祖。

## 生平
少年时代，际醒遍读经史。22岁时因为生病而悟人生之无常，于是到房山三圣庵向释荣池拜师出家，次年到岫云寺依律师释恒实受具足戒。后来随香界寺释隆一听讲《圆觉经》，随增寿寺释慧岸听讲法相，随心华寺释遍空听讲《法华经》、《楞严经》、《金刚经》等经，学习性相二宗，尤其对法华三观十乘有心得。
乾隆三十三年（1768年）冬，际醒参访广通寺粹如纯禅师，成为其嗣法弟子，即临济宗三十六世传人。乾隆三十八年（1773年），粹如纯禅师迁住万寿寺，际醒接任广通寺住持，任职十四年。因为受到永明延寿禅师的影响，际醒禅净兼修，提倡净土宗。乾隆五十七年（1792年），际醒迁住觉生寺任住持八年，任内在净业堂之外，别立涅盘堂、安养堂、学士堂。嘉庆五年（1800年），退居红螺山资福寺，本想栖隐，但追随者多，所以重建道场，领众同修净土，世称“红螺彻悟”。时有“海内净土首推红螺焉”的美名。后来，际醒被尊奉为净土宗第十二祖。
嘉庆十五年（1810年），际醒圆寂。

## 著作
- 《示禅教律念佛伽陀》[2]
- 《彻悟禅师语录》二卷[2]